# Giudizio di Paride (Floris)
Il giudizio di Paride (in russo Суд Париса?, Sud Parisa) è un dipinto del pittore fiammingo Frans Floris che si trova nella collezione del museo dell'Ermitage di San Pietroburgo.

## Storia
Il quadro venne dipinto intorno al 1559-1561 con la pittura a olio su una tavola di legno assemblata partendo da cinque assi di quercia allineati orizzontalmente. Nel suo studio sull'opera di Floris, lo storico dell'arte neerlandese Carl van de Velde nota che un altro artista potrebbe aver partecipato al lavoro sul dipinto assieme a Floris, ma non lo nomina.
È stato accertato che nel sedicesimo secolo il quadro si trovava dapprima nelle collezioni amstelodamesi di Niclaes Jonghelinck e di Volcxken Diericx, poi se ne sono perse le tracce. La prima foto del quadro venne pubblicata nel 1908 da Džems Al'fredovič Šmidt nella rivista Starye Gody; allora apparteneva a Pëtr Petrovič Vejner. Nel 1925, quando Vejner venne condannato per il caso dei liceali, il dipinto venne confiscato ed entrò nelle collezioni dell'Ermitage, dove è esposto nella sala 262 del piccolo Ermitage. Una copia antica del dipinto (olio su legno, 134 × 161 cm) fu messa in vendita all'asta il 21 marzo del 1973 da Sotheby's.

## Descrizione

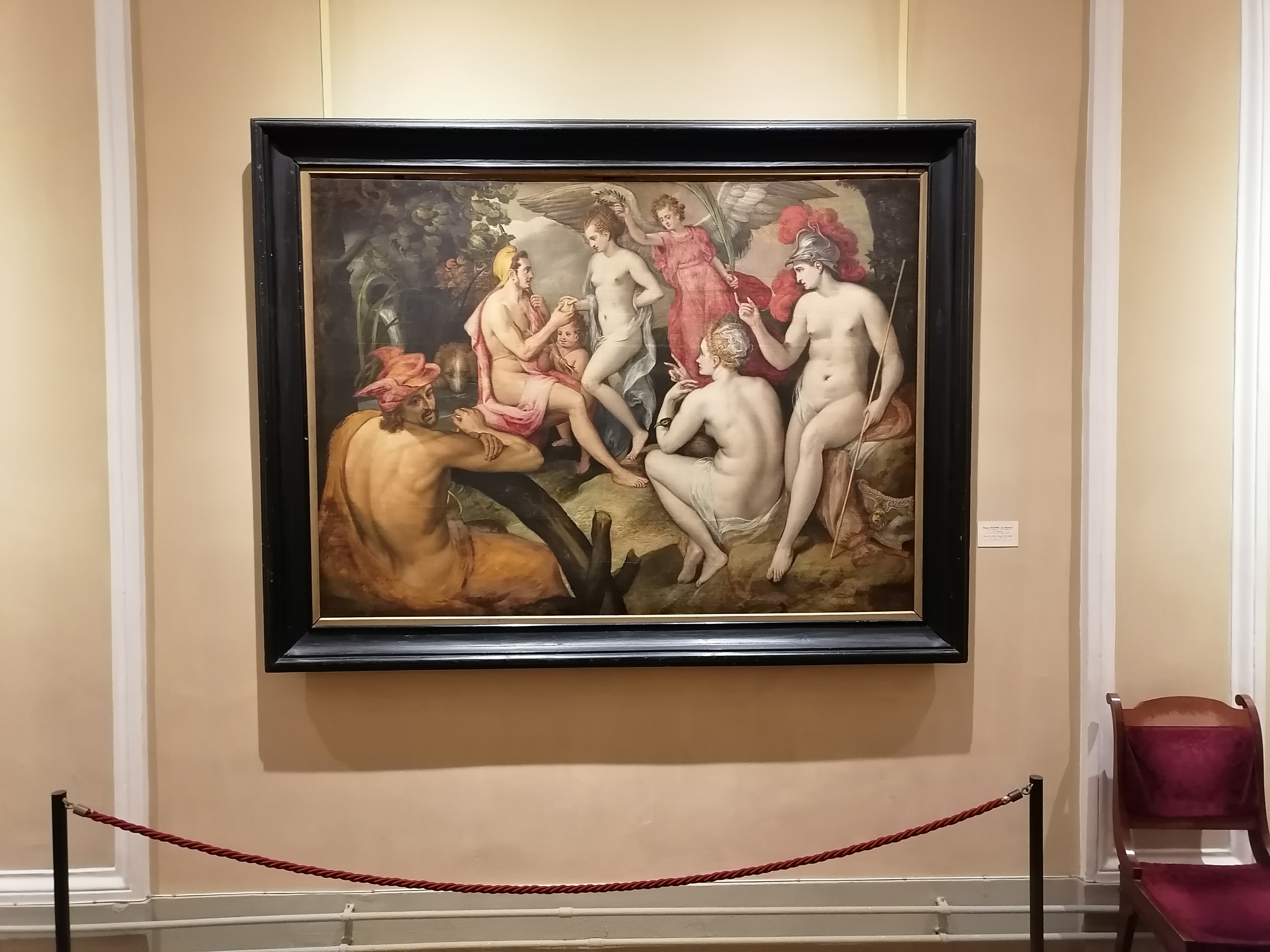
Il dipinto nella sala 262 del piccolo Ermitage.

Il quadro illustra il soggetto popolare della mitologia greca antica su una sorta di concorso di bellezza nel quale il principe troiano Paride scelse la più bella tra tre dee: Afrodite, Era e Atena. Era è raffigurata di spalle, con un pavone sulla coscia, mentre Atena si riconosce dall'elmo, dalla lancia e dall'egida ai suoi piedi.
L'artista scelse di rappresentare il momento nel quale il pomo della discordia viene consegnato ad Afrodite. Oltre a Paride stesso e le tre dee rivali, l'artista raffigurò Ermete, Eros e la dea della vittoria, Nike, che incorona la vincitrice della contesa, Afrodite, con una corona d'alloro. Nel frattempo, Eros colpisce il petto di Paride con una freccia. La scena è ambientata in una foresta, accanto a una fonte presso la quale si sta abbeverando il cane del principe troiano.

## Analisi
Analizzando l'opera di Floris, il critico d'arte sovietico Nikolaj Nikolaevič Nikulin notò che, dopo aver passato vari anni in Italia, Floris era molto influenzato da Michelangelo e il Tintoretto. Ritornato nel suo paese, Floris provò a sviluppare un proprio stile monumentale, basato sulle creazioni dei maestri italiani, ma l'impresa era al di là delle sue forze. Dipinse dei dipinti di grandi dimensioni e riempiti di personaggi mitologici e biblici possenti. Nikulin scrisse che "i temi religiosi e allegorici sono interpretati da lui nello spirito del manierismo italiano. Sono condizionali, eclettici, lontani dalla realtà. E in questi tentativi, anche se non sempre con successo, Floris era una sorta di predecessore del Rubens." Soffermandosi separatamente sul Giudizio di Paride, Nikulin scrisse: